# Libardo Ramírez Gómez
Libardo Ramírez Gómez (* 12. November 1933 in Garzón) ist Altbischof von Garzón.

## Leben
Libardo Ramírez Gómez empfing am 26. Mai 1956 die Priesterweihe. Paul VI. ernannte ihn am 8. Februar 1972 zum Bischof von Armenia.
Der Apostolische Nuntius in Kolumbien, Angelo Palmas, weihte ihn am 8. April desselben Jahres zum Bischof; Mitkonsekratoren waren Félix María Torres Parra, Bischof von Sincelejo, und Jacinto Vásquez Ochoa, Bischof von Espinal. 
Papst Johannes Paul II. ernannte ihn am 18. Oktober 1986 zum Bischof von Garzón. Von seinem Amt trat er am 15. März 2003 zurück.